# Postleitzahl (Kolumbien)
Die Postleitzahlen in Kolumbien (spanisch códigos postales) bestehen aus sechs Ziffern.
Die erste Gruppe von zwei Ziffern werden von der DANE verwendet und sind den kolumbianischen Departamentos zugeordnet.
Die zweite Gruppe von zwei Ziffern im Bereich von 00 bis 89 sind regionalen Bezirken zugeordnet, wobei 00 für die Hauptstadt, bzw. Provinzhauptstadt reserviert ist. Die beiden Ziffern im Bereich von 90 bis 99 werden für Postfächer verwendet.
Die dritte Gruppe von zwei Ziffern kann bis zu 100 Postbezirke/Stadtgebiete in jedem Bezirk unterscheiden. So sind theoretisch 32 * 90 * 100 = 288.000 Postbezirke zuordenbar.

## Status
Das Postleitzahl-System wurde in Kolumbien zwar 2009 offiziell eingeführt, aber erst im April 2013 landesweit per Dekret verordnet. Es ist allerdings bisher (September 2014) praktisch nicht umgesetzt worden. Offenbar will FedEx Kolumbien einen neuen Anlauf nehmen.
Am 14. Oktober 2014 wurde eine neue Webseite aufgeschaltet, aus der man die Postleitzahlen ermitteln kann.
| Verwaltungsgebiet                              | Postleitzahl |
| ---------------------------------------------- | ------------ |
| Bogotá Distrito Capital (DC)                   | 11xxxx       |
| Departamento de Amazonas (AMA)                 | 91xxxx       |
| Departamento de Antioquia (ANT)                | 05xxxx       |
| Departamento de Arauca (ARA)                   | 81xxxx       |
| Departamento del Atlántico (ATL)               | 08xxxx       |
| Departamento de Bolívar (BOL)                  | 13xxxx       |
| Departamento de Boyacá (BOY)                   | 15xxxx       |
| Departamento de Caldas (CAL)                   | 17xxxx       |
| Departamento del Caquetá (CAQ)                 | 18xxxx       |
| Departamento de Casanare (CAS)                 | 85xxxx       |
| Departamento del Cauca (CAU)                   | 19xxxx       |
| Departamento del Cesar (CES)                   | 20xxxx       |
| Departamento del Chocó (CHO)                   | 27xxxx       |
| Departamento de Córdoba (COR)                  | 23xxxx       |
| Departamento de Cundinamarca (CUN)             | 25xxxx       |
| Departamento de Guainía (GUA)                  | 94xxxx       |
| Departamento del Guaviare (GUV)                | 95xxxx       |
| Departamento del Huila (HUI)                   | 41xxxx       |
| Departamento de La Guajira (LAG)               | 44xxxx       |
| Departamento del Magdalena (MAG)               | 47xxxx       |
| Departamento del Meta (MET)                    | 50xxxx       |
| Departamento de Nariño (NAR)                   | 52xxxx       |
| Departamento de Norte de Santander (NSA)       | 54xxxx       |
| Departamento de Putumayo (PUT)                 | 86xxxx       |
| Departamento del Quindío (QUI)                 | 63xxxx       |
| Departamento de Risaralda (RIS)                | 66xxxx       |
| Departamento de San Andrés y Providencia (SAP) | 88xxxx       |
| Departamento de Santander (SAN)                | 68xxxx       |
| Departamento de Sucre (SUC)                    | 70xxxx       |
| Departamento del Tolima (TOL)                  | 73xxxx       |
| Departamento del Valle del Cauca (VAC)         | 76xxxx       |
| Departamento del Vaupés (VAU)                  | 97xxxx       |
| Departamento de Vichada (VID)                  | 99xxxx       |

| Stadt               | Postleitzahl |
| ------------------- | ------------ |
| Barranquilla        | 0800xx       |
| Bello               | 050880       |
| Bogotá              | 1100xx       |
| Bucaramanga         | 6800xx       |
| Buenaventura        | 761090       |
| Cali                | 7600xx       |
| Cartagena de Indias | 1300xx       |
| Cúcuta              | 5400xx       |
| Ibagué              | 7300xx       |
| Manizales           | 1700xx       |
| Medellín            | 0500xx       |
| Montería            | 2300xx       |
| Neiva               | 4100xx       |
| Pereira             | 6600xx       |
| Santa Marta         | 4700xx       |
| Soacha              | 157557       |
| Tunja               | 1500xx       |
| San Juan de Pasto   | 5200xx       |
| Soledad             | 087580       |
| Valledupar          | 2000xx       |
| Villavicencio       | 5000xx       |

## Kolumbianisches Adressiersystem
In Kolumbien herrscht ein unübliches Adressiersystem, womit bislang auf Postleitzahlen verzichtet werden konnte. In jeder Stadt mit Ausnahme von Cartagena de Indias sind die Straßen nummeriert. Dazu werden die Straßen je nach Verlauf wie folgt bezeichnet:
| Bezeichnung | Kürzel | Verlauf              | Beispieladresse                   |
| ----------- | ------ | -------------------- | --------------------------------- |
| Calle       | Cl.    | Ost-westlich         | Calle 85 # 12 - 28, Bogotá        |
| Carrera     | Cra.   | Nord-südlich         | Carrera 1A # 2 - 87, Cartagena    |
| Diagonal    | Diag.  | Nordost nach Südwest | Diagonal 54 # 23 - 45, Bogotá     |
| Transversal | Trv.   | Nordwest nach Südost | Transversal 21 # 101 - 10, Bogotá |
| Circular    | Cq.    | Ringstraße           | Circular 4 # 73 - 124, Medellín   |

Die Adressangabe besteht nun aus dem Straßenbezeichner gefolgt von der Nummer der Straße. Nach dem Nummernzeichen (#) folgt nicht etwa eine Hausnummer, sondern die Nummer der Straße, welche als Nächstes kreuzt. Mit einem Minus getrennt folgt dann eine Meterangabe, wie weit die Haustür von der so bezeichneten Straßenkreuzung entfernt ist.
Calle und Carretera sowie Diagonal und Transversal stehen im Idealfall rechtwinklig zueinander. In der Praxis sind Verlauf und rechte Winkel nur ungefähr eingehalten.
Adressbeispiele mit Erläuterung finden sich nebenstehend. Manchmal werden zusätzlich Buchstaben aufgeführt, um zu verdeutlichen, dass es sich beispielsweise um Verbindungswege, Nebenstraßen oder Sackgassen handelt.